# Anartomima
Anartomima là một chi bướm đêm thuộc họ Noctuidae.